# Солоха, Григорий Григорьевич
Григо́рий Григо́рьевич Соло́ха (1923 год, Сенча Полтавская область, УССР — дата и место смерти неизвестно) — бригадир комплексной бригады каменщиков Гремячинского управления новых шахт треста «Кизелшахтострой» Главуралшахтостроя Министерства строительства предприятий угольной промышленности СССР, Пермская область. Герой Социалистического Труда (26.04.1957).

## Биография
Родился в 1923 году в с. Сенча Полтавской области. Здесь же начал работать счетоводом.
Участник Великой Отечественной войны. После ранения был признан негодным к строевой службе и попал в стройчасть.
После демобилизации уехал трудиться на реконструкции одного из уральских заводов, учился в школе мастеров. После окончания этой школы был направлен в Гремячинское стройуправление треста «Кизелшахтстрой». Назначен бригадиром каменщиков.
Скомплектовал и возглавил первую комплексную бригаду строителей в Гремячинске. Бригада строила жилые дома, участвовала в возведении надшахтных построек на шахтах № 75 и 77.
Удостоен звание Героя Социалистического Труда в 1957 году.
Позднее был председателем Гремячинского стройуправления треста «Кизелшахтстрой»

## Награды
- Герой Социалистического Труда (26.04.1957)
- орден Ленина (1957).